# Grazer Autorenversammlung
Grazer Autorinnen Autorenversammlung (GAV) és una associació d'escriptors d'Àustria fundada el març del 1973. És una de les dues associacions d'escriptors més grans a Àustria (al costat del PEN). H. C. Artmann va ser el primer president. A més, els escriptors següents van contribuir a la fundació: Friedrich Achleitner, Wolfgang Bauer, Barbara Frischmuth, Peter Handke, Ernst Jandl, Alfred Kolleritsch, Friederike Mayröcker, Reinhard Priessnitz, Peter Rosei, Gerhard Roth, Gerhard Rühm, Michael Scharang, i Oswald Wiener.
Al principi, la GAV se situà a Graz però es traslladà a Viena encara durant la dècada del 1970. Avui, la GAV compta el nombre més gran d'autors austríacs.